# Alex Gorrin
Pour les articles homonymes, voir Alex Rodriguez (homonymie) et Rodríguez.
Alex Rodriguez Gorrin, né le 1er août 1993 à Tenerife, est un footballeur espagnol. Il évolue au Boavista FC au poste de milieu relayeur.

## Biographie
Alex Gorrin joue 71 matchs dans le championnat d'Australie, inscrivant un but.